# Tyrannochthonius butleri
Tyrannochthonius butleri és una espècie d'aràcnid de l'ordre Pseudoscorpionida de la família Chthoniidae.

## Distribució geogràfica
Es troba de forma endèmica a l'oest d'Austràlia.